# 仲山今日子
 仲山 今日子 （なかやま きょうこ、1973年11月26日 - ）は、神奈川県横浜市出身のフリーアナウンサー。 

## 来歴・人物
神奈川県横浜市出身。血液型A型。父親の仕事の関係で、成人まで横浜市、川崎市、横須賀市と神奈川県各地で過ごす。
青山学院高等部、青山学院大学国際政治経済学部卒業。三崎幸恵とは大学時代の同級生。
1996年4月テレビ山梨に入社し、2002年3月退社、同年4月テレビ神奈川に移籍。
2003年11月に結婚のため退職。2004年に長男を出産。2005年5月、tvkに復帰した。長男を保育園に預け、その後は母親に預けて仕事をしていたが、2012年3月末でtvkを離れ、以後はフリーランス。2013年からはシンガポールに拠点を移し、現地のテレビ局でフリーアナウンサー、ディレクターとして活動している。

## 人物・エピソード
- ラグビー中継を担当することが多い。もともとラグビーに興味があり、甲府ではケーブルテレビでTVKを視聴できたので山梨にいた頃にTVKでチェックしていたとのことである。2012年より毎年3月下旬に行われている「東京セブンズ」にも参加しており、自身で構成・撮影・編集した映像をYouTubeに毎年UPしている[2]。
- 英語が堪能であり、アフリカ開発会議の際自らプレスカードを持ち興味ある分野について様々な取材を行った。また、イランでの横浜国大生拉致事件についても英語で電話で独自取材を行っている。海外旅行も積極的にしている。
- 「saku saku」の黒幕が彼女のファンだと公言しており、「saku saku」携帯公式サイトのコンテンツで彼女を特集し「仲キョン」と名付けた。
- 高校時代、電通主催の広告コンテストに応募したことがある[3]。

## 過去の担当番組

### テレビ山梨時代
- UTYニュースワイド（週末）
- UTYはなきんマーケット

### テレビ神奈川時代
- あっぱれ!KANAGAWA大行進
- tvk NEWSハーバー
- ラグビーダイジェスト
- ラグビー中継リポーター
- tvkニュース・天気（不定期）
- TVKニュース930